# Laréole
Laréole là một xã thuộc tỉnh Haute-Garonne trong vùng Occitanie tây nam nước Pháp. Xã này nằm ở khu vực có độ cao trung bình 235 mét trên mực nước biển.

## Di tích

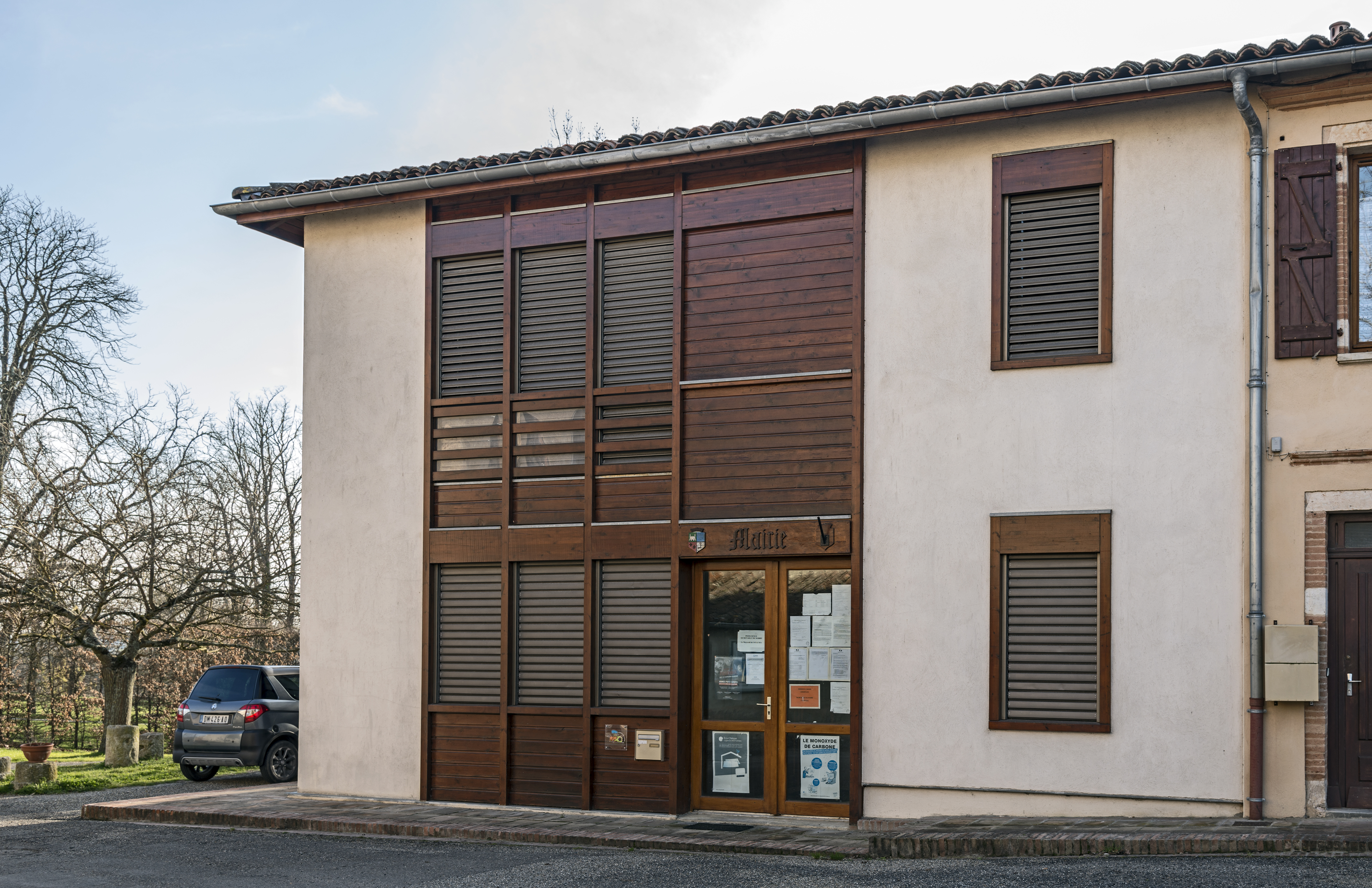
Tòa thị chính;
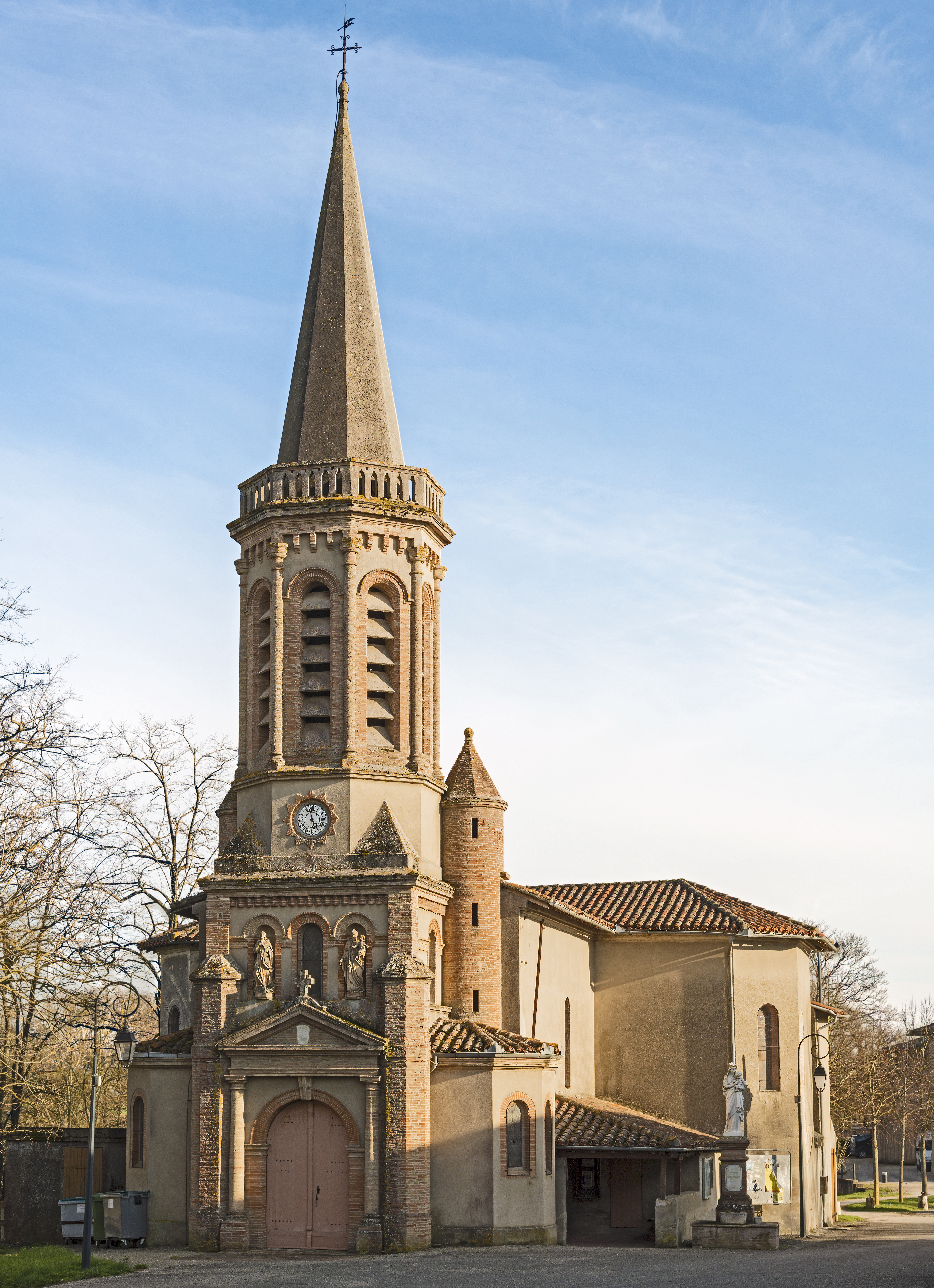
Nhà thờ;
Lâu đài